# فيكي هوبر
فيكي هوبر (بالإنجليزية: Vicki Huber)‏ هي منافسة ألعاب القوى أمريكية، ولدت في 29 مايو 1967 في ويلمنغتون في الولايات المتحدة.

## وصلات خارجية
- فيكي هوبر على موقع الاتحاد الدولي لألعاب القوى (الإنجليزية)
- فيكي هوبر على موقع أوليمبيديا (الإنجليزية)
- فيكي هوبر على موقع قاعة ديلاوير للمشاهير الرياضية (الإنجليزية)